# Siemiradz (Mazovie)
Pour les articles homonymes, voir Siemiradz.
Siemiradz (prononciation : [ɕeˈmirat͡s]) est un village polonais de la gmina de Stara Błotnica dans le powiat de Białobrzegi de la voïvodie de Mazovie dans le centre-est de la Pologne.
Il se situe à environ 12 kilomètres au sud de Białobrzegi (siège du powiat) et à 74 kilomètres au sud de Varsovie (capitale de la Pologne).

## Histoire
De 1975 à 1998, le village appartenait administrativement à la voïvodie de Radom.